# Herrera
Herrera er en by og kommune i det sydlige Spanien i provinsen Sevilla. Den har et indbyggertal på 6.566 (2024) indbyggere.